# Kōa
Kōa K.K. (jap. コーア株式会社, Kōa kabushiki-gaisha, engl. KOA Corporation) ist japanischer Hersteller passiver elektronischer Bauelemente mit Hauptsitz in Ina in der Präfektur Nagano.
Das Unternehmen wurde 1940 in Tokio als Kōa Kōgyōsha (興亜工業社) gegründet.
Kōa ist einer der drei größten Hersteller von SMD-Widerständen weltweit, bietet jedoch auch bedrahtete Bauteile. Das Kōa-Sortiment umfasst LTCC, Widerstände, Temperatursensoren, Spulen und Elektrische Sicherungen.
Neben den Unternehmensteilen in Japan mit ca. 1.100 Mitarbeitern gibt es in Europa (ca. 80 Mitarbeiter), den USA und Singapur hundertprozentige Vertriebstöchter, sowie Fabriken in China, Taiwan und Malaysia. Insgesamt arbeiten ca. 3.500 Mitarbeiter bei Kōa.